# 陈干故居及其墓园
陈干故居(含墓园)，位于山东省昌邑市龙池镇 (昌邑市)。是中华人民共和国山东省省级文物保护单位之一。
2013年，列入第四批山东省文物保护单位，该文物保护单位是一座近现代重要史迹及代表性建筑。